# Кувада
Кувада (фр. couvade — висиджування яєць) — звичай, під час якого породілля повертається до виконання домашніх обов'язків, у той час як чоловік лежить у ліжку і стогне, намагаючись у такий спосіб відволікти увагу злих духів від справжньої матері та дитини.
Після пологів дружини, чоловік імітує народження дитини; це дійство також називають чоловічим післяпологовим періодом. Батько прикидається хворим, дотримується дієти, стогне, інколи переодягається в жіночу сукню, а потім приймає привітання і няньчить немовля.
Кувада здійснювалася в Азії, Африці, Америці, а також в Європі. Вона була знана грекам, як азійський звичай, і зустрічалася серед корсіанців, басків, монголів, китайців, камчатців, гренландців, японців, в Юньнані та по всій Каліфорнії в Америці.
Про куваду згадували Діодор Сицилійський, Страбон та Марко Поло.
Кувада зафіксована в європейській літературі, зокрема, в ірландській сазі «Хвороба уладів», а також в анонімній французькій куртуазній повісті «Окассен і Ніколлет»